# Koo Kyo-hwan
Koo Kyo-hwan (tiếng Hàn: 구교환; sinh ngày 14 tháng 12 năm 1982) là nam diễn viên và đạo diễn phim Hàn Quốc được biết đến với vai diễn trong các phim Jane (2016), Bán đảo Peninsula (2020) và Thoát khỏi Mogadishu (2021). Anh cũng được công nhận nhờ màn trình diễn của mình trong phim Netflix Truy bắt lính đào ngũ (2021).

## Tiểu sử

### Giáo dục
- Trường trung học Kyungmoon (경문고등학교) – Tốt nghiệp năm 2001
- Học viện Nghệ thuật Seoul (서울예술대학), Khoa Điện ảnh 2003 – Tốt nghiệp Cử nhân Nghệ thuật

## Danh sách phim

### Phim
| Năm  | Nhan đề                            | Vai diễn                   | Ghi chú                 | Ng.   |
| ---- | ---------------------------------- | -------------------------- | ----------------------- | ----- |
| 2020 | Bán đảo Peninsula                  | Seo Dae-wi, đội trưởng Seo | Vai phụ                 |       |
| 2021 | Thoát khỏi Mogadishu               | Tae Joon-gi                | Vai chính               | [ 3 ] |
| 2022 | A Glimpse at Lee Hyo-ri            | anh cả                     | phim ngắn TVING         | [ 4 ] |
| 2023 | Kill Boksoon                       | Han Hee-seong              | Vai chính, phim Netflix | [ 5 ] |
| TBA  | Escape                             | Ri Hyeon-sang              | Vai chính               | [ 6 ] |
| TBA  | New Humanity War: Resurrection Man | Seok-hwan                  | Vai chính               | [ 7 ] |
| TBA  | Finding the King                   |                            | Vai chính               | [ 8 ] |

### Phim truyền hình
| Năm  | Nhan đề                         | Kênh | Vai diễn      | Ghi chú       | Ng.   |
| ---- | ------------------------------- | ---- | ------------- | ------------- | ----- |
| 2016 | Drama Special – Dance From Afar | KBS2 | Sin Pa-rang   | Vai chính     |       |
| 2022 | Nữ luật sư kỳ lạ Woo Young Woo  | ENA  | Bang Gu-ppong | Cameo (tập 9) | [ 9 ] |

### Phim chiếu mạng
| Năm      | Nhan đề                                | Nền tảng | Vai diễn      | Ghi chú            | Ng.           |
| -------- | -------------------------------------- | -------- | ------------- | ------------------ | ------------- |
| 2021     | Vương triều xác sống: Ashin phương Bắc | Netflix  | Ai Da Gan     | Vai phụ            | [ 10 ]        |
| 2021–nay | Truy bắt lính đào ngũ                  | Netflix  | Han Ho-yul    | Vai chính, mùa 1–2 | [ 11 ] [ 12 ] |
| 2022     | Monstrous                              | TVING    | Jeong Ki-hoon | Vai chính          | [ 13 ]        |
| TBA      | Parasite: The Grey                     | Netflix  | Seol Kang-woo | Vai chính          | [ 14 ]        |

## Giải thưởng và đề cử
| Năm  | Lễ trao giải                                                            | Hạng mục                                                       | (Những) Người/Tác phẩm được đề cử | Kết quả   | Ng.           |
| ---- | ----------------------------------------------------------------------- | -------------------------------------------------------------- | --------------------------------- | --------- | ------------- |
| 2022 | Director's Cut Awards                                                   | Nam diễn viên xuất sắc nhất trong sê-ri                        | Truy bắt lính đào ngũ             | Đoạt giải | [ 15 ] [ 16 ] |
| 2022 | Director's Cut Awards                                                   | Nam diễn viên mới xuất sắc nhất trong sê-ri                    | Truy bắt lính đào ngũ             | Đề cử     | [ 15 ] [ 16 ] |
| 2022 | Director's Cut Awards                                                   | Nam diễn viên mới xuất sắc nhất trong phim                     | Bán đảo Peninsula                 | Đoạt giải | [ 15 ] [ 16 ] |
| 2022 | 58th Baeksang Arts Awards                                               | Nam diễn viên phụ xuất sắc nhất – Phim                         | Thoát khỏi Mogadishu              | Đề cử     | [ 17 ]        |
| 2022 | 58th Baeksang Arts Awards                                               | Nam diễn viên mới xuất sắc nhất – Truyền hình                  | Truy bắt lính đào ngũ             | Đoạt giải | [ 18 ]        |
| 2022 | Giải thưởng Truyền hình Rồng Xanh lần 1 (1st Blue Dragon Series Awards) | Nam diễn viên mới xuất sắc nhất                                | Truy bắt lính đào ngũ             | Đoạt giải | [ 19 ]        |
| 2022 | APAN Star Awards lần thứ 8 (8th APAN Star Awards)                       | Giải thưởng xuất sắc, nam diễn viên trong phim truyền hình OTT | Truy bắt lính đào ngũ             | Đề cử     | [ 20 ]        |
| 2022 | Chunsa Film Art Awards 2022                                             | Nam diễn viên phụ xuất sắc nhất                                | Thoát khỏi Mogadishu              | Đề cử     | [ 21 ]        |